# Teinobasis ruficollis
Teinobasis ruficollis là một loài chuồn chuồn kim trong họ Coenagrionidae.
Teinobasis ruficollis được Selys miêu tả khoa học năm 1877.